# Nazionale maschile di calcio a 5 del Perù
La nazionale di calcio a 5 del Perù è, in senso generale, una qualsiasi delle selezioni nazionali di Calcio a 5 della Federación Peruana de Fútbol che rappresentano il Perù nelle varie competizioni ufficiali o amichevoli riservate a squadre nazionali.
Questa squadra nazionale non ha mai brillato per i risultati pur partecipando da diversi anni alle manifestazioni continentali del Sud America, la miglior prestazione della nazionale peruviana rimane quella del 1971 quando giunse quarta a San Paolo.
Il Perù comunque non ha mai ottenuto qualificazioni ai mondiali e dal 1971 non è più giunta tra le migliori quattro del continente, rimanendo sempre fuori al primo turno di gare.

## Risultati nelle competizioni internazionali

### FIFA Futsal World Championship
- 1989 - non presente
- 1992 - non presente
- 1996 - non presente
- 2000 - non qualificata
- 2004 - non qualificata
- 2008 - non qualificata

### Copa America/Taça America
- 1992 - non presente
- 1995 - non presente
- 1996 - non presente
- 1997 - non presente
- 1998 - non presente
- 1999 - non presente
- 2000 - Primo turno
- 2003 - Primo turno
- 2008 - Settimo posto